# Euphyia crispa
Euphyia crispa är en fjärilsart som beskrevs av Druce 1899. Euphyia crispa ingår i släktet Euphyia och familjen mätare. Inga underarter finns listade i Catalogue of Life.